# 필 리즈

필 리즈(Phil Leeds, 1916년 4월 6일 ~ 1998년 8월 16일)는 미국의 연극 배우, 영화배우, 텔레비전 배우이다.
뉴욕에서 태어났으며 로스앤젤레스에서 사망하였다. 사인은 폐렴이다.

## 영화
- 로스트 & 파운드 (1999년)
- 크리펜도프 종족 (1998년)
- 내 사랑 레이몬드 (1996년)
- 투 머치 (1996년)
- 탐정 포그와 애완견 애꾸 (1994년)
- 프렌즈 (1994년)
- 내전 (1991년)
- 사랑할 수 밖에 없는 그대 (1991년)
- 사랑의 크리스마스 (1991년)
- 프랭키와 쟈니 (1991년) - 미스터 드레온 역
- 사랑과 영혼 (1990년) - 응급실 유령 역
- 적 그리고 사랑 이야기 (1989년)
- 캣 헌터 (1989년)
- 머피 브라운 (1988년)
- 두 여인 (1988년)
- 세계사 (1981년)
- 무성 영화 (1976년)
- 여형사 페페 (1974년)
- 폭소 대탈출 (1969년)
- 올 인 더 패밀리 (1968년) - 미스터 스탠리 역
- 로즈메리의 아기 (1968년) - 닥터 샨드 역